# Zeidler Miklós
Zeidler Miklós (Budapest, 1967. április 19. –) magyar történész, a Magyar Tudományos Akadémia Bölcsészettudományi Kutatóközpont Történettudományi Intézet tudományos főmunkatársa (2014-től), az ELTE Bölcsészettudományi Kar Új- és Jelenkori Magyar Történeti Tanszék docense.

## Életpályája
Tanulmányait 1973-tól a budapesti Deák téri Általános Iskolában, 1981-től a budapesti Eötvös József Gimnáziumban végezte. Az érettségijét követően 1985-86-ban kötelező (előfelvételis) sorkatonai szolgálatot teljesített.
1986-tól a Budapesti Közgazdaságtudományi Egyetem nemzetközi kapcsolatok, 1988-tól a budapesti Eötvös Loránd Tudományegyetem Bölcsészettudományi Kar (ELTE BTK) történelem szakos hallgatója. 1994-ben szerzett történelem szakos középiskolai tanári, illetve okleveles közgazdasági végzettséget. 1994-től 1995-ig a budapesti Kereskedelmi és Vendéglátóipari Főiskola meghívott előadójaként oktatott. 1995-ben a Nippon alapítvány Ryōichi Sasakawa Young Leaders Fellowship Fund (Sasakawa YLSFF) tudományos ösztöndíjában részesült.
Doktori tanulmányait a budapesti Eötvös Loránd Tudományegyetem Új- és Jelenkori Magyar Történelem programon 1997–2000 között végezte. 2002-ben doktorált, 2011-ben habilitált.
1998 óta oktat az ELTE BTK Új- és Jelenkori Magyar Történelem Tanszékén: tanársegédként, 2004-től adjunktusként, 2014 óta egyetemi docensként. 1998–1999 között magyar történelmet tanított (meghívott előadóként) a Budapesti Közgazdaság-tudományi Egyetemen működő International Studies Centerben.
2003-tól 2012-ig a Limes, 2004 és 2008 között a Századok c. folyóirat szerkesztőbizottságának tagja volt.
2014 óta az MTA Bölcsészettudományi Kutatóközpont Történettudományi Intézet tudományos főmunkatársa (Horthy-korszak témacsoport).
Kutatási területe: Magyarország külpolitikája a két világháború között, Magyarország sportélete a 19–20. században

## Fontosabb művei[9]
- Trianon, szerkesztő: Zeidler Miklós, Osiris,  Budapest, 2003, (2. bővített kiadás: 2008)
- Gömbös Gyula, In: Trianon és a magyar politikai gondolkodás, 1920–1953, szerkesztők: Romsics Ignác, ifj. Bertényi Iván, Osiris, Budapest, 1998, 70–97. o.
- A Magyar Revíziós Liga, Századok, 1997/2. sz., 303–351. o.
- A Nemzetek Szövetsége a magyar külpolitikai gondolkodásban, In: A magyar külpolitikai gondolkodás a 20. században, szerkesztők: Pritz Pál, Sipos Balázs, Zeidler Miklós, Magyar Történelmi Társulat, ,  Budapest, 2006, 151–177. o.
- 1918–1944, In: Budapest krónikája – A kezdetektől napjainkig, szerkesztő: Bart István, Budapest, Corvina, 2007, 440–520. o.
- Ideas on Territorial Revision in Hungary 1920–1945, Social Science Monographs, Boulder – Center for Hungarian Studies and Publications, Wayne – Institute of Habsburg History, Budapest, 2007
- Magyarok a Nemzetek Szövetségében, Limes, 2008/3. sz., 251–272. o.
- A revíziós gondolat, második bővített kiadás, Pozsony, Kalligram, 2009
- A nemzeti stadiontól a Népstadionig
- A Monarchiától Trianonig egy magyar diplomata szemével – Praznovszky Iván emlékezései, vál., bev. tan., jegyz.: Zeidler Miklós, Budapest, OlvasóSarok, 2012
- A labdaháztól a Népstadionig. Sportélet Pesten és Budán a 18–20. században. Pozsony, Kalligram, 2012.
- A magyar békeküldöttség naplója - Neuilly-Versailles-Budapest (1920), MTA Történettudományi Intézet, Budapest, 2017, (Wettstein János naplója)

### További közreműködései
- A magyar irredenta kultusz a két világháború között, Budapest, Régió Könyvek, 2002, ISBN 963 85774 3 6, http://mek.niif.hu/06000/06030/06030.pdf
- Apponyi Albert a "nemzet ügyvédje",  Európai utas, 42. sz., https://web.archive.org/web/20160304203551/http://www.hhrf.org/europaiutas/20011/18.htm
- Egy régi pálya a polgári korban - a Millenáris sporttelep, Korall,  7-8. sz., http://epa.oszk.hu/00400/00414/00005/pdf/07zeidlerm.pdf
- http://www.szombat.org/hirek-lapszemle/zsidokat-mentett-osszevertek-a-nyilasok-majd-beallt-hozzajuk

Videók
- https://www.youtube.com/watch?v=auswmwVCHKk
- https://www.youtube.com/watch?v=pPQmg-WewFM
- https://www.youtube.com/watch?v=0W0J_HNDtnU
- https://web.archive.org/web/20160325000905/http://www.nogradarchiv.hu/index.php?action=gallery
- https://www.youtube.com/watch?v=iY15qLZZPEo
- https://www.youtube.com/watch?v=5yFunRtPG4o
- https://www.youtube.com/watch?v=USDiYfzop7Q
- https://www.youtube.com/watch?v=LzGsSvFSKyE